# 게리 오닐
게리 폴 오닐(Gary Paul O'Neil, 1983년 5월 18일 ~ )는 잉글랜드의 전직 축구 선수로 미드필더로 활약하였다.

## 수상 경력
포츠머스
- 풋볼 리그 1부: 2002-03

웨스트햄 유나이티드
- EFL 챔피언십 플레이오프: 2012

퀸스 파크 레인저스
- EFL 챔피언십 플레이오프: 2014

노리치 시티
- EFL 챔피언십 플레이오프: 2015